# Western & Southern Financial Group Masters and Women's Open 2009
Cincinnati Masters 2009 (також відомий під назвою Western & Southern Financial Group Masters і Western & Southern Financial Group Women's Open за назвою спонсора) — тенісний турнір, що проходив на відкритих кортах із твердим покриттям Lindner Family Tennis Center у Мейсоні (США). Це був 108-й за ліком Мастерс Цинциннаті. Належав до серії ATP Masters в рамках Туру ATP 2009, а також до категорії Premier у рамках Туру WTA 2009. Чоловічий турнір тривав з 17 до 23 серпня, а жіночий з 10 до 16 серпня 2009 року. На цьому турнірі відбулось повернення в Тур WTA колишньої першої ракетки світу Кім Клейстерс.

## Учасниці

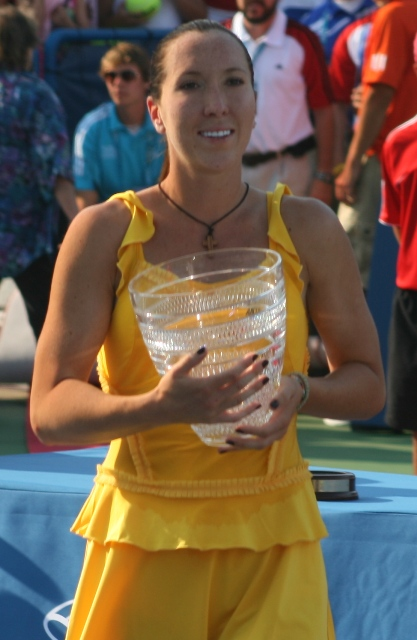
Єлена Янкович виграла жіночі змагання, перемігши 1-шу сіяну Дінару Сафіну

### Сіяні учасниці
| Країна     | Гравчиня           | Рейтинг1 | Сіяна |
| ---------- | ------------------ | -------- | ----- |
| Росія      | Дінара Сафіна      | 1        | 1     |
| США        | Серена Вільямс     | 2        | 2     |
| США        | Вінус Вільямс      | 3        | 3     |
| Росія      | Олена Дементьєва   | 4        | 4     |
| Сербія     | Єлена Янкович      | 5        | 5     |
| Росія      | Світлана Кузнецова | 6        | 6     |
| Росія      | Віра Звонарьова    | 7        | 7     |
| Данія      | Каролін Возняцкі   | 8        | 8     |
| Білорусь   | Вікторія Азаренко  | 9        | 9     |
| Росія      | Надія Петрова      | 10       | 10    |
| Сербія     | Ана Іванович       | 11       | 11    |
| Франція    | Маріон Бартолі     | 12       | 12    |
| Польща     | Агнешка Радванська | 13       | 13    |
| Італія     | Флавія Пеннетта    | 14       | 14    |
| Словаччина | Домініка Цібулкова | 16       | 15    |
| Франція    | Віржіні Раззано    | 18       | 16    |

- 1 Станом на 3 серпня 2009 року

### Інші учасниці
Нижче наведено учасниць, які отримали вайлдкард на участь в основній сітці:
- Кім Клейстерс
- Марія Кириленко
- Меган Шонессі

Нижче наведено гравчинь, які пробились в основну сітку через стадію кваліфікації:
- Катерина Бондаренко
- Ольга Говорцова
- Татьяна Малек
- Моріта Аюмі
- Мелані Уден
- Уршуля Радванська
- Ярослава Шведова
- Яніна Вікмаєр

## Учасники

### Сіяні учасники
| Країна          | Гравець                | Рейтинг* | Сіяний |
| --------------- | ---------------------- | -------- | ------ |
| Швейцарія       | Роджер Федерер         | 1        | 1      |
| Іспанія         | Рафаель Надаль         | 2        | 2      |
| Велика Британія | Енді Маррей            | 3        | 3      |
| Сербія          | Новак Джокович         | 4        | 4      |
| США             | Енді Роддік            | 5        | 5      |
| Аргентина       | Хуан Мартін дель Потро | 6        | 6      |
| Франція         | Жо-Вілфрід Тсонга      | 7        | 7      |
| Росія           | Микола Давиденко       | 8        | 8      |
| Франція         | Жиль Сімон             | 9        | 9      |
| Чилі            | Фернандо Гонсалес      | 10       | 10     |
| Іспанія         | Фернандо Вердаско      | 11       | 11     |
| Швеція          | Робін Содерлінг        | 12       | 12     |
| Франція         | Гаель Монфіс           | 13       | 13     |
| Хорватія        | Марин Чилич            | 15       | 14     |
| Іспанія         | Томмі Робредо          | 16       | 15     |
| Чехія           | Радек Штепанек         | 17       | 16     |

- Рейтинг подано станом на 10 серпня 2009 року

### Інші учасники
Гравці, що отримали вайлд-кард на участь в основній сітці
- Роббі Джінепрі
- Джон Ізнер
- Вейн Одеснік
- Марат Сафін

Нижче наведено гравців, які пробились в основну сітку через стадію кваліфікації:
- Сімоне Болеллі
- Кріс Гуччоне
- Ян Герних
- Лукаш Кубот
- Іван Любичич
- Лу Єн-Сун
- Михайло Южний

Гравець, що потрапив в основну сітку як щасливий лузер:
- Жульєн Беннето

## Фінальна частина

### Одиночний розряд, чоловіки
Роджер Федерер —  Новак Джокович 6–1, 7–5.
- Для Федерера це був 4-й титул за сезон і 61-й — за кар'єру. Це була його третя перемога на цьому турнірі після 2005 і 2007 років.

### Одиночний розряд, жінки
Єлена Янкович —  Дінара Сафіна 6–4, 6–2.
- Для Янкович це був другий титул за сезон і 11-й — за кар'єру.

### Парний розряд, чоловіки
Деніел Нестор /  Ненад Зімоньїч —  Боб Браян /  Майк Браян, 3–6, 7–6(7–2), [15–13].

### Парний розряд, жінки
Кара Блек /  Лізель Губер —  Нурія Льягостера Вівес /  Марія Хосе Мартінес Санчес, 6–3, 0–6, [10–2].